# Пуркине, Эмануэль фон
Эмануэль фон Пуркине (чеш. Emanuel von Purkyně; 17 декабря 1832, Бреслау, Пруссия, — 23 мая 1882, Бела-под-Бездезем, Австро-Венгрия) — чешский ботаник и метеоролог.

## Биография
Пуркине был сыном известного чешского учёного Яна Эвангелиста Пуркине (1787—1869) и братом художника Карела Пуркине (1834-1868). После смерти жены Юлии Рудольфи в 1834 году из-за холеры отец больше не женился и воспитывал сыновей самостоятельно.
В Праге Эмануэль Пуркине учился на медицинском факультете (1852–1854) и на философском факультете (1855).
В конце 1852 года он был принят в качестве члена-корреспондента в Общество Чешского музея (сегодня Национальный музей в Праге). В декабре 1854 года он стал ассистентом в ботаническом отделе Музея королевства Богемии (сегодня Национальный музей в Праге), ответственным за заботу о ботанической коллекции, а 1 декабря 1857 года он стал хранителем этой коллекции.
В 1858 году он стал заместителем учителя в Новоместской гимназии, а в 1861 (или 1857) получил степень доктора философии. 
В 1860 (или в 1861) году его пригласили профессором средней школы в Богемскую лесную школу (Böhmische Forstschule) в Бела-под-Бездезем, где он основал дендрарий с тремястами видами деревьев и кустарников и ботанический сад с таким же количеством трав.
Пуркине считается основателем чешской метеорологии, так как по его инициативе в Богемии была внедрена сеть метеорологических станций.
Эмануэль фон Пуркине  покончил жизнь самоубийством из-за конфликта с Ассоциация лесного хозяйства и  невозможности получить должность профессора естественных наук в Чешском университете в Праге по причине разделения Университета Карла-Фердинанда в 1882 году. Он принял яд 23 мая 1882 года в возрасте 50 лет. В некрологе причиной смерти был указан инсульт.
Похоронен на кладбище приходской церкви в Бела-под-Бездезем.

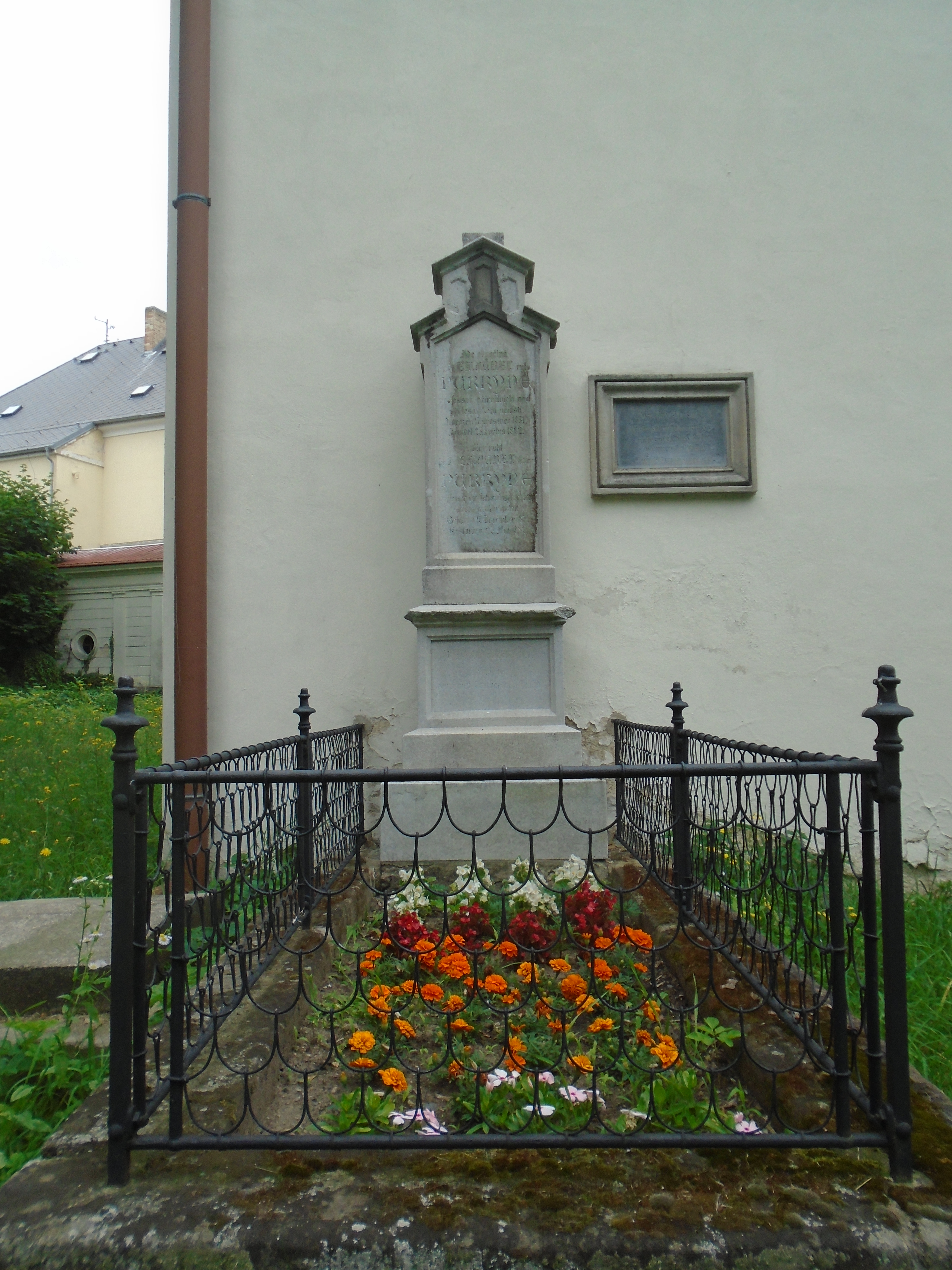
Могила Эммануила Пуркине в приходской церкви Воздвижения Св. Креста в Бела-под-Бездезем

## Брак и дети
Эмануэль Пуркине был женат на Эмилии, урожденной Брауновой (* 1832). В браке родилось трое детей:
- Отокар (1857–1858) - умер во младенчестве
- Дочь Юлия (1859-?) - владелица частной школы современных языков в Градец-Кралове
- Отакар Вацлав Каетан (1861-1915), главный врач больницы в Лоуни, женат, сыновья: Эмануэль (1895-1929), Иржи (1898-1942), Ян (?-1942), Отокар (?-1920).

Вместе со своим сыном Отакаром Эмануэль был благотворителем школы в монастыре в Бела-под-Бездезем.

## Научная деятельность
Эмануэль фон Пуркине специализировался на семенных растениях.